# Tarska vala
Tarska vala je plitki zaljev na zapadnoj obali Istre. Nalazi se neposredno južno od Novigrada, na ušću rijeke Mirne. 